# Staurogyne paniculata
Staurogyne paniculata är en akantusväxtart som beskrevs av Carl Ernst Otto Kuntze. Staurogyne paniculata ingår i släktet Staurogyne och familjen akantusväxter. Utöver nominatformen finns också underarten S. p. glabrior.